# Palpomyia miki
Palpomyia miki är en tvåvingeart som beskrevs av Maurice Emile Marie Goetghebuer 1934. Palpomyia miki ingår i släktet Palpomyia och familjen svidknott. Inga underarter finns listade i Catalogue of Life.